# Église de Kangasniemi
L'église de Kangasniemi (finnois : Kangasniemen kirkko) est une église luthérienne  située à Kangasniemi en Finlande. 

## Présentation
Les travaux de construction menés par Matti Salonen et son fils commencent en 1811 et se terminent en 1814.
L'église est inaugurée le jour de l'an 1815.
La décoration intérieure est due à Matts Aulin.
Le retable peint en 1851 par Berndt Godenhjelm représente Jésus faisant ses adieux à Marie.
L'orgue à 46 jeux est livré en 1954 par la fabrique d'orgues de Kangasala.
La statue en mémoire des soldats tombés à la guerre est sculptée en 1956 par Lauri Leppänen.